# Regnitzlosau
Regnitzlosau ist eine Gemeinde im oberfränkischen Landkreis Hof. Der gleichnamige Hauptort ist Sitz der Gemeindeverwaltung. Die Gemeinde ist mit ihrem Gemeindeteil Hinterprex einer der drei Anliegerorte des bayerisch-sächsisch-böhmischen Dreiländerecks, Regnitzlosau liegt im Bayerischen Vogtland.

## Geographie

### Lage
Regnitzlosau liegt eingebettet in den hügeligen Ausläufern der Mittelgebirge Fichtelgebirge, Frankenwald und Elstergebirge.

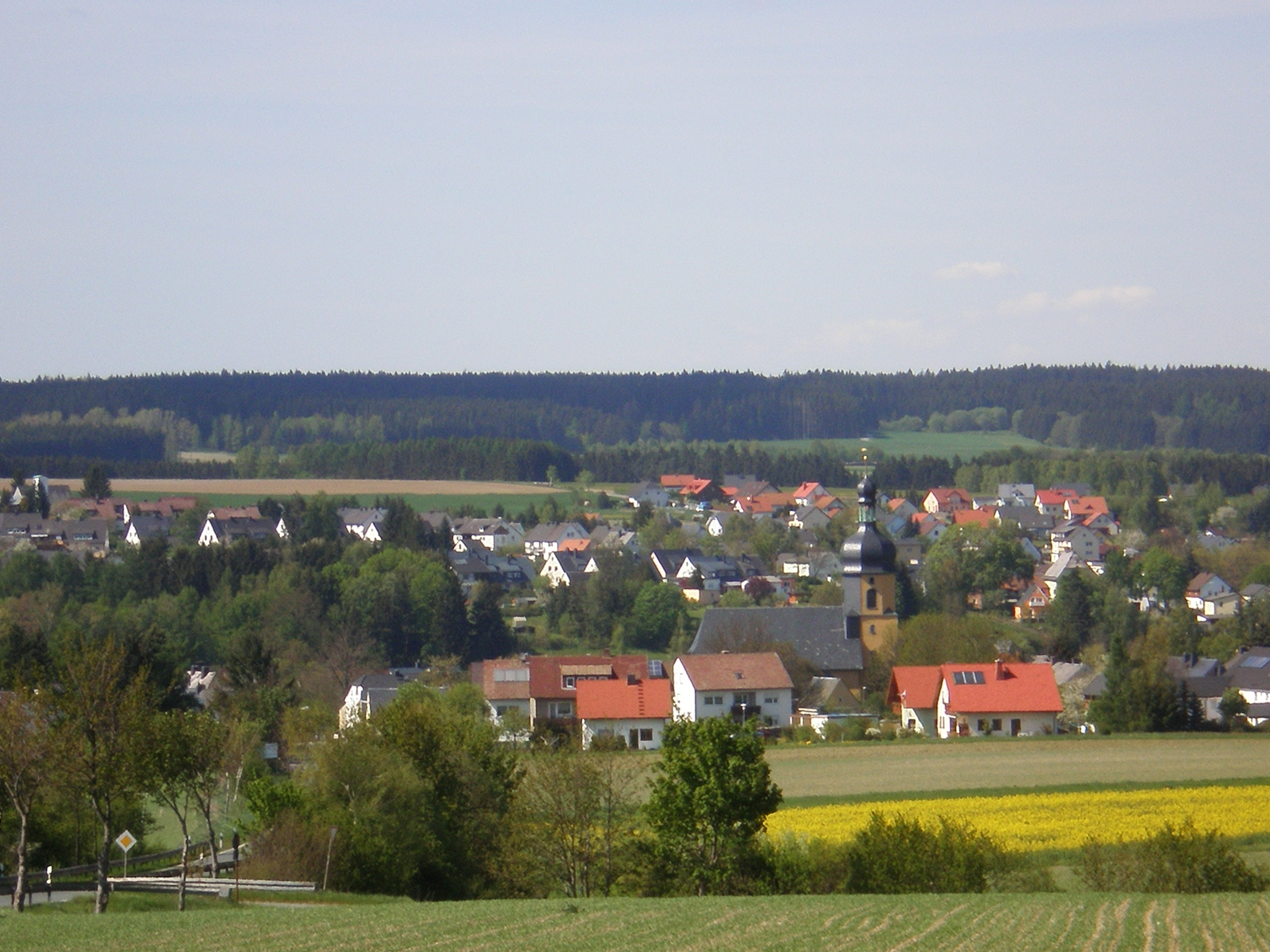
Blick über Regnitzlosau von Süden

Die Gemeinde liegt im Osten des Landkreises Hof im Tal der Südlichen Regnitz, die das Gemeindegebiet von Ost nach West durchfließt.
Der tiefste Punkt der Gemeinde liegt an der Regnitz bei 495 m ü. NHN, der höchste bei Prex auf 625 m ü. NHN. Die Siedlungsfläche erstreckt sich hauptsächlich auf den Niedernberg und den Hohenberg.
Beim Gemeindeteil Hinterprex befindet sich das Dreiländereck Bayern-Sachsen-Böhmen, wo bis zur Wiedervereinigung die Grenzen zur DDR und zur Tschechoslowakei aufeinandertrafen.

### Nachbargemeinden
Im Uhrzeigersinn – beginnend im Norden – grenzen folgende Gemeinden an Regnitzlosau:
Triebel/Vogtland, Eichigt (beide im sächsischen Vogtlandkreis), Hranice u Aše/Tschechien, Rehau, Döhlau und Gattendorf.

### Gemeindegliederung
Es gibt 31 Gemeindeteile (in Klammern ist der Siedlungstyp angegeben):
- Draisendorf (Dorf)
- Förtschenbach (Weiler)
- Haag (Weiler)
- Henriettenlust (Weiler)
- Hinterprex (Einöde)
- Hohenberg (Dorf)
- Hohenschwesendorf (Einöde)
- Hohenvierschau (Einöde)
- Huschermühle (Einöde)
- Kirchbrünnlein (Weiler)
- Klötzlamühle (Weiler)
- Mittelhammer (Weiler)
- Mühlberg (Weiler)
- Nentschau (Dorf)
- Neumühle (Einöde)
- Oberprex (Dorf)
- Oberzech (Weiler)
- Osseck am Wald (Dorf)
- Prex (Dorf)
- Raitschin (Dorf)
- Regnitzlosau (Pfarrdorf)
- Schanz (Einöde)
- Schwesendorf (Dorf)
- Trogenau (Dorf)
- Unterhammer (Einöde)
- Vierschau (Dorf)
- Weinzlitz (Dorf)
- Wieden (Einöde)
- Zech (Einöde)
- Ziegelhaus (Einöde)
- Ziegelhütte (Einöde)

Außerdem gibt es die Wohnplätze Niedernberg, Waldschlößchen und Ziegelhütte.
Es gibt auf dem Gemeindegebiet die Gemarkungen Draisendorf, Nentschau, Prex, Regnitzlosau, Schwesendorf und Vierschau. Die Gemarkung Regnitzlosau hat eine Fläche von 6,645 km² und ist in 1457 Flurstücke aufgeteilt, die eine durchschnittliche Fläche von 4561,08 m² haben. In ihr liegen neben dem namensgebenden Ort die Gemeindeteile Förtschenbach, Henriettenlust, Hohenberg, Neumühle und Raitschin.

### Naturschutzgebiet
Westlich von Regnitzlosau wies 2001 die Regierung von Oberfranken das Naturschutzgebiet Südliche Regnitz und Zinnbach aus. Dadurch sollen die größten Bestände in Mitteleuropa der vom Aussterben bedrohten Flussperlmuschel erhalten werden.

## Geschichte

### Name
Der Name Regnitzlosau leitet sich von der in die „Sächsische“ Saale fließenden Regnitz und vom Namen des Adelsgeschlechts von Lasan ab.

### Bis zum 19. Jahrhundert
Regnitzlosau wurde 1234 erstmals in einer lateinischen Urkunde erwähnt. „Cunradus, Arnoldus und Ciban de Lasan“ (von Losau) bezeugen darin eine Stiftung des Cunradus von Kotzau an das Kloster Speinshart. Regnitzlosau gehörte damals zu dem von den Vögten von Weida regierten Vogtland. 1322 wurde die Pfarrei Regnitzlosau, zu der die Kapelle in Posseck gehörte, als selbständig beurkundet. Das gesamte Regnitzland kam 1373 unter die Herrschaft der Burggrafen von Nürnberg. Johann Christoph von Reitzenstein auf Nentschau baute von 1750 bis 1752 das barocke Schloss Hohenberg.
Nachdem das hohenzollernsche Gebiet der Burggrafen von Nürnberg zwischenzeitlich zum Fürstentum Bayreuth gehört hatte, kam Regnitzlosau 1810 zum Königreich Bayern. 1872 wurde die Freiwillige Feuerwehr gegründet.

### 20. Jahrhundert
1906 hielt die Industrialisierung Einzug mit einem Elektrizitätswerk am Schlosshang. Zwei Jahre später wurde die Textilfabrik Friedrich Adolf Soergel gegründet. Seit der deutschen Teilung ab 1945 lag Regnitzlosau im Grenzgebiet zur DDR und zur Tschechoslowakei. Durch die Wiedervereinigung 1989 konnten viele der alten Verbindungen wieder aufgenommen werden.

### Religionen
Regnitzlosau wurde Anfang des 13. Jahrhunderts christianisiert. Ein Jahrhundert später wurde die erste Pfarrei erwähnt. Nachdem sich das Fürstentum Bayreuth bald zur lutherischen Konfession bekannt hatte, wurde auch Regnitzlosau 1527 evangelisch. Katholiken siedelten sich erstmals wieder ab 1810 an, als Regnitzlosau zum Königreich Bayern kam. Eine eigene katholische Gemeinde entstand nach dem Zweiten Weltkrieg, als sich viele Heimatvertriebene aus ehemaligen katholischen Gebieten in Regnitzlosau niederließen. Heute ist der überwiegende Teil der Bevölkerung evangelisch.

### Eingemeindungen
Im Zuge der Gebietsreform in Bayern wurden am 1. Januar 1972 die Gemeinden Nentschau, Prex und Schwesendorf sowie Teile der aufgelösten Gemeinde Draisendorf eingegliedert. Am 1. Juli 1972 kam Vierschau hinzu.

### Einwohnerentwicklung
Im Zeitraum 1988 bis 2018 sank die Einwohnerzahl von 2546 auf 2300 um 246 bzw. um 9,7 %.
| Jahr | Einwohner |
| ---- | --------- |
| 1960 | 2988      |
| 1970 | 3007      |
| 1980 | 2674      |
| 1990 | 2674      |
| 1995 | 2681      |
| 2000 | 2746      |

| Jahr | Einwohner |
| ---- | --------- |
| 2002 | 2692      |
| 2003 | 2670      |
| 2004 | 2607      |
| 2005 | 2574      |
| 2006 | 2580      |
| 2007 | 2562      |

| Jahr | Einwohner |
| ---- | --------- |
| 2008 | 2534      |
| 2009 | 2500      |
| 2010 | 2478      |
| 2011 | 2433      |
| 2012 | 2393      |
| 2013 | 2336      |

| Jahr | Einwohner |
| ---- | --------- |
| 2014 | 2346      |
| 2015 | 2319      |
| 2016 | 2293      |

Quelle: Bayerisches Landesamt für Statistik und Datenverarbeitung bis 2000; ab 2002

## Politik
- CSU: 6
- FWR: 6
- Grüne: 2

GRÜNE einschließlich SPD

### Gemeinderat
Der Gemeinderat hat 14 Mitglieder. Weiteres Mitglied und Vorsitzender des Gemeinderates ist der Erste Bürgermeister. Bei der Kommunalwahl vom 15. März 2020 haben von den 1914 stimmberechtigten Einwohnern in der Gemeinde Regnitzlosau 1455 von ihrem Wahlrecht Gebrauch gemacht, womit die Wahlbeteiligung bei 76,77 % lag.
Zudem ist für die ehemaligen Gemeinden Nentschau, Schwesendorf und Osseck je ein Ortssprecher im Gremium.

### Bürgermeister
Jürgen Schnabel (Freie Wähler Regnitzlosau) ist seit 1. Mai 2020 Erster Bürgermeister. Dieser hat 2020 gegen Fritz Pabel (CSU) im Wahlkampf mit 52,78 % der Stimmen gewonnen.

### Wappen
| Wappen von Regnitzlosau | Blasonierung: „Geteilt; oben in Rot ein silberner Schrägbalken, belegt mit einem roten Spinnrocken mit goldenem Stiel; unten geteilt von Silber und Rot, im silbernen Feld eine flache schwarze Tonschale.“ |
| Wappen von Regnitzlosau | Wappenbegründung: Der silberne Schrägbalken ist das Wappen derer von Reitzenstein und weist auf die jahrhundertelange Verbindung dieses Adelsgeschlechts mit der Geschichte der Gemeinde hin. Gleiches gilt für die untere Silber-Rot-Teilung vom Geschlecht derer von Feilitzsch. Der Spinnrocken und die Tonschale weisen auf ehemals wichtige Handwerkszweige hin; die Hafnerei, für die die Schale steht, gibt es inzwischen nicht mehr. Das Wappen wurde 1970 verliehen. |

### Städtefreundschaften
Die Gemeinde ist Mitglied in der deutsch-tschechischen Vereinigung Freunde im Herzen Europas.

## Kultur und Sehenswürdigkeiten

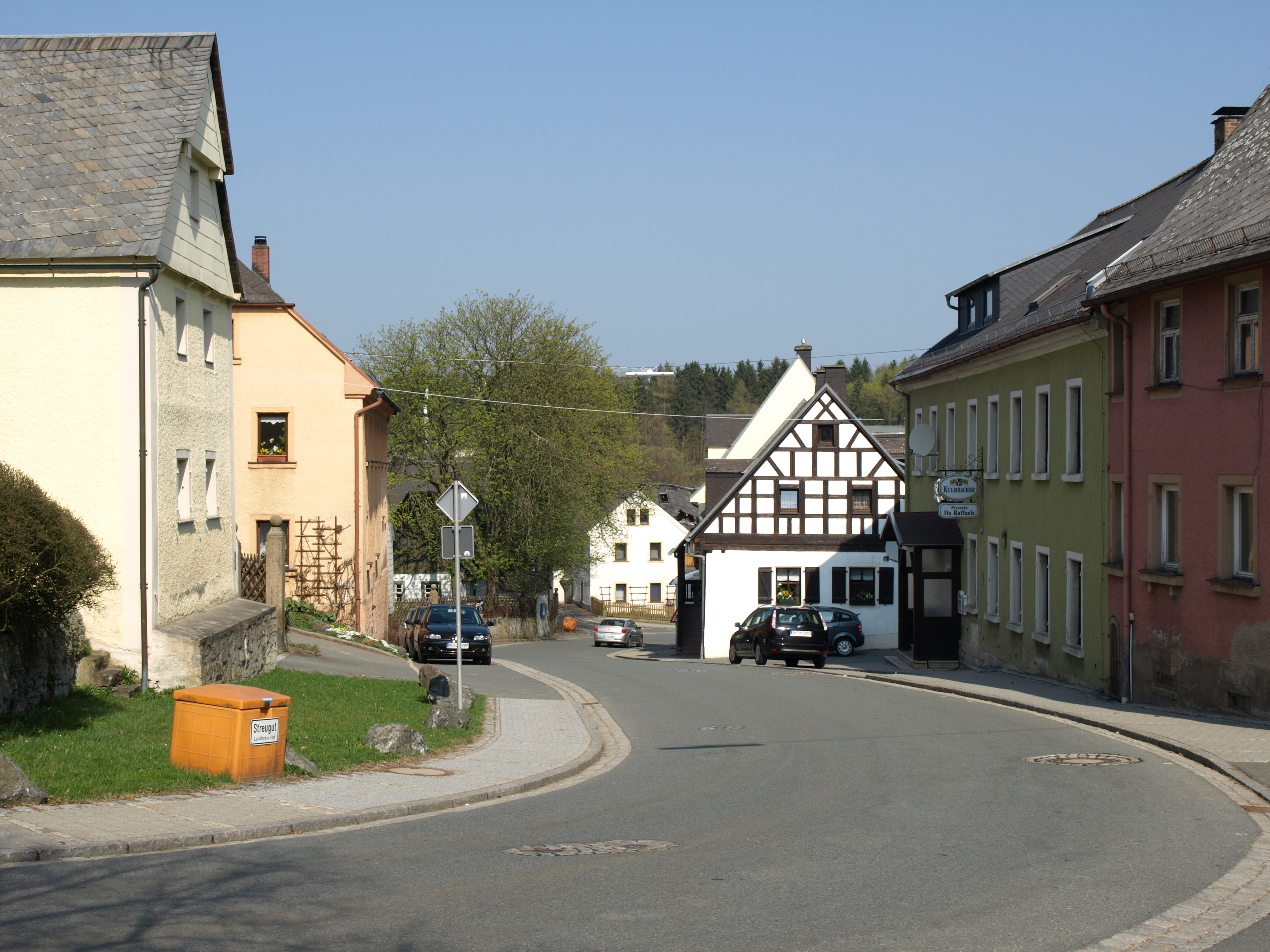
Die Hauptstraße

### Bauwerke
Der Ortskern besteht zum größten Teil noch aus alten Bauernhäusern. Das älteste unter ihnen ist das „Dienisn Heisla“, das in traditioneller Holzblockbauweise errichtet wurde.
Die St.-Aegidien-Kirche überragt mit ihrem 36 Meter hohen Turm die Gemeinde und ist von Weitem zu erkennen. In ihrer heutigen Gestalt wurde sie 1703 fertiggestellt. Gegenüber der Kirche befindet sich das 1792 erbaute Pfarrhaus.
Auf dem Hohenberg befinden sich die Überreste des 1958 abgebrannten Schlosses Hohenberg, von dem nur noch das Hauptportal und die weitläufigen Schlossgärten erhalten sind. Ortsgeschichtliche Bedeutung haben außerdem Schloss Niedernberg und Spuren eines Turmhügels.
Zur Liste der Baudenkmäler in Regnitzlosau gehören Wohnhäuser, darunter Wohnstallhäuser oder Dreiseithöfe, Schlösser, Mühlen und weitere Kleindenkmale wie Pechsteine oder Steinkreuze.

### Regelmäßige Veranstaltungen
Das Wiesenfest findet alle zwei Jahre auf dem Festplatz beim Feuerwehrhaus statt. Jährliche Veranstaltungen sind:
- 1.-Mai-Feierlichkeiten mit Aufstellen des Maibaums
- Herbstkirchweih
- Adventsmarkt

## Wirtschaft und Infrastruktur

### Verkehr
Über die Staatsstraße 2192 hat die Gemeinde Regnitzlosau eine direkte Verkehrsanbindung an die A 93 mit der Anschlussstelle Nr. 3 „Regnitzlosau“.
Der Verkehrslandeplatz Hof-Plauen, von dem aus früher eine Linie nach Frankfurt am Main bestand, ist von Regnitzlosau 15 Kilometer entfernt.

### Bildung
- Evangelischer Kindergarten und Hort
- Volksschule Regnitzlosau
- Volkshochschule Landkreis Hof

## Film
- In der Miniserie Das Signal (2024) ist in einer kurzen Einblendung zu sehen, dass Regnitzlosau der Ort ist, wohin das Mädchen mit der gefälschten Stimme ihrer Mutter gelockt wird. Die Frau, die dort ihre Basis hat, wird zur Verbündeten von Charlie und ihrem Vater. In Teil  3 spielt daher der Ort eine wichtige Rolle.